# Блевенкур
Блевенкур (фр. Blevaincourt) насеље је и општина у североисточној Француској у региону Лорена, у департману Вогези која припада префектури Нефшато.
По подацима из 2011. године у општини је живело 103 становника, а густина насељености је износила 11,77 становника/km². Општина се простире на површини од 8,75 km². Налази се на средњој надморској висини од 375 метара (максималној 417 m, а минималној 328 m).

## Демографија
| 1962. | 1968. | 1975. | 1982. | 1990. | 1999. | 2011. |
| ----- | ----- | ----- | ----- | ----- | ----- | ----- |
| 190   | 200   | 170   | 181   | 147   | 133   | 103   |

График промене броја становника у току последњих година